# Max Bamberger
Maximilian Georg Matthias Bamberger (* 7. Oktober 1861 in Kirchbichl, Tirol; † 28. Oktober 1927 in Wien) war ein österreichischer Chemiker.

## Leben
Bamberger, Sohn des Sudhüttenverwalters Matthias Bamberger, besuchte von 1872 bis 1879 die Staats-Oberrealschule in Salzburg und studierte von 1879 bis 1883 an der k. k. technischen Hochschule in Wien. Im Juli 1884 erhielt er dort die Approbation für das Lehramt (Chemie an Oberrealschulen und Physik an Unterrealschulen). Anschließend lehrte er Chemie und Physik unter anderem an der Realschule Wien II und später an der Rainer’schen Privat-Unterrealschule im III. Bezirk und an einer gewerblichen Fortbildungsschule.
Nach Inanspruchnahme eines Staatsstipendiums an der Chemisch-technischen Versuchsanstalt des k. k. Österreichischen Museums für Kunst und Industrie war Bamberger von April 1887 bis Mai 1888 Assistent von Hugo Weidel an der k. k. Hochschule für Bodencultur in Wien. Gemeinsam mit Weidel entstand eine seiner ersten wissenschaftlichen Veröffentlichungen, Studien über Reactionen des Chinolins, die Anfang 1888 in einer Sitzung der kaiserlichen Akademie der Wissenschaften vorgetragen wurde.
1888 ging Bamberger zurück an seine Alma Mater, die k. k. technische Hochschule, an der er von nun an bis an sein Lebensende tätig war. Zunächst wirkte er als Assistent von Alexander Bauer, als Präparator und Adjunkt. Nach seiner 1891 in Gießen erfolgten Promotion zum Dr. phil. wurde er 1892 zum Privatdozenten für organische Chemie, 1900 zum ao. Professor der Enzyklopädie der technischen Chemie und Agrikulturchemie und schließlich 1905 zum o. Professor für anorganische Chemie und Enzyklopädie der technischen Chemie ernannt. Mehrmals war er Dekan der chemischen Fakultät, 1916/17 zudem Rektor der Hochschule. In seiner Antrittsrede dozierte er Über den Wert chemischer Forschung für die Wehrkraft.
Bamberger veröffentlichte mehr als 50 wissenschaftliche Abhandlungen, vor allem in den Sitzungsberichten der kaiserlichen Akademie der Wissenschaften zu Wien. Nach kleineren Arbeiten zur Papierherstellung mit Rudolf Benedikt (1852–1896) arbeitete er ab 1890 mit Anton Landsiedl (1861–1929), Emil Vischner und später Herbert von Klimburg an einer Reihe von Veröffentlichungen zu Überwallungsharzen von Nadelbäumen. Für die 2. Auflage von Julius Wiesners Standardwerk Die Rohstoffe des Pflanzenreiches: Versuch einer technischen Rohstofflehre des Pflanzenreiches (Leipzig 1900 und 1903) verfasste er den chemischen Teil des Kapitels über Harze. Für seine Forschungen zu Harzen erhielt Bamberger 1919 den Haitinger-Preis der Akademie.
Mehrfach publizierte Bamberger seit 1896 auch zu radioaktiven Quellen in Österreich, teilweise gemeinsam mit Landsiedl, Karl Krüse und Heinrich Mache. Mit seinem Schüler Arthur Praetorius (1878–nach 1950) forschte er zu den Eigenschaften des Farbstoffs Anthragallol (Anthrazenbraun). Ab 1904 folgten mehrere Abhandlungen über ein Gastauchgerät, das er gemeinsam mit Friedrich Böck (1876–1958) und Friedrich Wanz entwickelt hatte und für das er insgesamt 26 Patente registrierte, vor allem zu chemischen Verfahren der Regeneration der Atemluft mittels Alkalihyperoxiden.
In den 1920ern entstanden verschiedene mineralogische Abhandlungen gemeinsam mit Roman Grengg (1884–1972) und Georg Weissenberger (1887–nach 1930). Gemeinsam mit Josef Nußbaum (1877–1955) forschte er im Ersten Weltkrieg zu stickstofffreien Sprengstoffen aus Wasserstoffperoxid und in den 1920er Jahren zu den Auswirkungen der Rauchgasemissionen von Industriebetrieben auf die Vegetation.
Neben seiner Hochschultätigkeit war Bamberger 1908 Mitglied des Patentgerichtshofs, seit 1912 Mitglied der Deutschen Akademie der Naturforscher Leopoldina in Halle, von 1913 bis 1917 Fachkonsulent des Technischen Museums für Industrie und Gewerbe, Mitglied der Sprengmittelkommission des k.u.k. Technischen Militärkomitees und seit 1924 Vizepräsident der Urania. Er war Mitglied der internationalen Atomgewichtskommission und der Kommission für die Erteilung des Chemie-Nobelpreises.
Bamberger war seit 1902 mit Minie Bauer, einer Tochter seines Lehrers Alexander Bauer, verheiratet. 
Er wurde am Hietzinger Friedhof bestattet.